# Леонов, Сергей Викторович
Серге́й Ви́кторович Лео́нов (12 июня 1961, город Тула) — советский и российский историк, специалист в области истории России, истории советской государственности, ВЧК и Русской церкви в революционную эпоху. Доктор исторических наук, профессор Московского педагогического государственного университета. Автор свыше 150 научных и учебно-методических работ.

## Биография
Родился 12 июня 1961 года в городе Тула.
Окончил с отличием исторический факультет Тульского государственного педагогического института им. Л. Н. Толстого (1982).
В 1983—1985 годы — срочная служба на Краснознамённом Черноморском флоте (город Николаев). Воинское звание — матрос.
В 1985—1987 годы — учёба в аспирантуре в Московском государственном педагогическом институте им. В. И. Ленина. Тема кандидатской диссертации — «Деятельность КПСС по повышению роли местных советов в хозяйственном строительстве. (На материалах Тульской, Рязанской и Калужской областей)» (1987).
В 1994—1997 годы — учёба в докторантуре в Московском педагогическом государственном университете. Тема докторской диссертации — «Создание советской государственности: теория и практика (1917—1922 гг.)» по специальности 07.00.02 — Отечественная история (1998).
С 1988 года — работа в МПГУ: ассистент, старший преподаватель, доцент, профессор.
В 2012—2014 годах (по совместительству) — ведущий научный сотрудник Отдела новейшей истории РПЦ ПСТГУ.
Участвовал в написании коллективных монографий, являлся ответственным редактором ряда учебников для вузов, организатором ряда всероссийских и международных научных конференций. Принимал участие в Федеральном государственном проекте «Развитие системы исторического образования в Российской Федерации как фактора консолидации общества».
Учёное звание доцент (1993), профессор (2000).

## Сфера научных интересов
История России, историография, история Первой мировой войны, российские революции и Гражданская война, создание советской государственности, история ВЧК, Красный террор, партии и политические доктрины, массовое сознание начала XX века, история Русской церкви в революционную эпоху, компаративистская история России и Европы.

## Основные научные и учебно-методические труды

### Монография
- Леонов С. В. Рождение советской империи: государство и идеология 1917—1922 гг. — М.: Диалог-МГУ. 1997. −356 с. (22,3 п.л.)
  - Рецензия на монографию: Протасов Л. Г. Историография: С. В. Леонов. Рождение советской империи: государство и идеология. 1917—1922 гг. // Вопросы истории. 1999. № 4—5. С. 156—159.

### Коллективные монографии
- Леонов С. В. (в соавторстве). Государственная безопасность России: история и современность /Под общей ред. Р. Н. Байгузина. — М.: РОССПЭН, 2004. Глава 7. С. 333—424.
- Леонов С. В. (в соавторстве). Первая мировая война 1914—1918. В 6 тт. Т. 5. — М.: Кучково поле, 2017. С. 475—515.
- Леонов С. В. (в соавторстве). Первая мировая война 1914—1918. В 6 тт. Т. 6. — М.: Кучково поле, 2017. С. 327—372, 392—402.
- Леонов С. В. Историография создания советской государственности (1917—1922 гг.) Историография ВЧК // Россия в годы Гражданской войны, 1917—1922 гг.: очерки истории и историографии / Отв. ред. Д. Б. Павлов. — М., СПб.: Центр гуманитарных инициатив, 2018. С. 23—88.

### Учебники, учебные пособия
- Leonov S. V. (в соавторстве). Essays on the Motherland. A Brief History of Modern Russia / S. V. Leonov — Editor-in- chief. UCA Press. Conway. AR. USA, 1994. — 155 p.
- Леонов С. В. (в соавторстве). От Февраля до Октября 1917 г. // История России с древности до наших дней. Пособие для поступающих в вузы. — М.: Высшая школа, 1994.
- Леонов С. В. (в соавторстве). «Русская смута» 1917—1920 гг. Советский Союз во Второй мировой войне // Россия и мир. Учебная книга по истории. Ч. 2. М.: Владос, 1994.
- Leonov S. V. (в соавторстве). The History of Russia. The Twentieth Century. / S. V. Leonov. — Editor-in- chief. The Heron Press. USA, 1996. − 402 p.
- Леонов С. В. (в соавторстве). История России: Учебное пособие для вузов, а также колледжей, лицеев, гимназий и школ в 2-х томах / Под ред. С. В. Леонова. — М.: Владос, 1997.
- Леонов С. В. (в соавторстве). Апогей сталинской экономики. Советская экономика в период «оттепели». На пути к системному кризису: народное хозяйство СССР в 1964—1985 гг. «Перестройка» // История экономики. / Под общ. ред. О. Д. Кузнецовой, И. Н. Шапкина. — М.: ИНФРА-М, 2000.
  - То же. Изд. 2-е. 2002.
- Леонов С. В. (в соавторстве). История России с древнейших времён до конца ХХ в. Учебное пособие для студентов вузов / Отв. ред. С. В. Леонов. — М.: Дрофа, 2000.
  - То же. Издания 2—6. — М.: 2001, 2002, 2003, 2004, 2005.
- Леонов С. В., Мамаев И. С. История ВЧК. Курс лекций. — М.: Академия ФСБ, 2003.
- Леонов С. В., Курукин И. В., Волкова И. В. История Отечества. Пособие для школьников и поступающих в вузы. — М.: Дрофа, 2002.
  - То же. Изд. 2-е, испр. и дополн. — М.: Дрофа, 2004.
- Леонов С. В. (в соавторстве). История России с древнейших времён до начала XXI в. Учебное пособие для студентов вузов / Отв. ред С. В. Леонов.

— М.: Дрофа 2005.
- - То же. Изд. 2-е. 2007.
- Леонов С. В., Родригес А. М., Пономарёв М. В. История XX века: Россия — Запад — Восток: пособие для вузов. — М.: Дрофа, 2008.
- Леонов С. В., Талина Г. В. Рабочая программа учебной дисциплины «Политическая история России и зарубежных стран». — М.: Спутник+, 2013. — 77 с. — ISBN 978-5-9973-2524-4

### Избранные статьи
- Леонов С. В. Советская государственность: замыслы и действительность (1917—1920 гг.) // Вопросы истории. 1990. № 12. С. 29—46.
- Леонов С. В. Советы сквозь призму внутрипартийных дискуссий в РСДРП (б): март — апрель 1917 г. // Общественные организации в политической системе России 1917—1918 гг. Матер. конф. — М.: Институт истории СССР АН СССР, Гос. Комитет РСФСР по делам науки и высшей школы, Тверской гос. университет, 1991. С. 76—85.
- Леонов С. В. Социализм и государство: поиск теоретических моделей в марксистской традиции // Формирование административно-командной системы (20—30-е гг.). Сб. статей. — М.: Наука, 1992. С. 6—33.
- Леонов С. В. Февраль и партийная система России // 1917 год в исторических судьбах России. Всерос. науч. конф. Матер. первой сессии. — М.: Изд. «Прометей» МПГУ им. В. И. Ленина, 1992. С. 40—46.
- Леонов С. В. Загадка «диктатуры пролетариата»: идейные битвы за наследие К. Маркса //1917 год в исторических судьбах России. Всерос. науч. конф. Матер. второй сессии. — М.: Изд. «Прометей» МПГУ им. В. И. Ленина, 1993. С. 140—145.
- Леонов С. В. Октябрьская революция и демократия в России // Россия в ХХ в. Историки мира спорят. Сб. статей. — М.: Наука, 1994. С. 249—255.
- Леонов С. В. Создание ВЧК: новый взгляд // Исторические чтения на Лубянке. 1998 г. Российские спецслужбы на переломе эпох: конец XIX — 1922 г. — М., Вел. Новгород: 1999. С. 69—74.
- Леонов С. В. Партийная система России (конец XIX в. — 1917 г.) // Вопросы истории. 1999. № 11—12. С. 29—48.
- Леонов С. В. Эволюция массового сознания в России в первую мировую войну // Россия в мировых войнах ХХ в. Материалы научн. конф. Москва. 26-27 сентября 2001 г. — М., Курск: 2002. С. 61—73.
- Леонов С. В. «Разруха в головах». К характеристике российского массового сознания в революционную эпоху (1901—1917 гг.) // Мировосприятие и самосознание русского общества. Вып. 4. Ментальность в эпохи потрясений и преобразований. — М.: ИРИ РАН, 2003. С. 95—172.
- Леонов С. В. Исторический путь России в ХХ в.: попытки концептуального осмысления // Историческая наука и образование на рубеже веков. — М.: Изд. «Собрание», 2004. С. 131—152.
- Леонов С. В. ВЧК и РКП(б) // Исторические чтения на Лубянке. 2003 г. — М.: 2004. С. 34—47.
- Леонов С. В. Октябрьская революция как европейский феномен // К истории русских революции: события, мнения, оценки. Памяти И. И. Минца. М.: Собрание, 2007. С. 390—405.
- Леонов С. В. История советских спецслужб 1917—1938 гг. в новейшей историографии (1991—2006) // Труды общества изучения отечественных спецслужб. Т. III. — М.: Кучково поле, 2007. С. 11—63.
- Леонов С. В. Великая Французская и Великая Октябрьская революции: опыт сравнительного анализа // Преподавание истории в школе. 2007. № 7. С. 15-22.
- Леонов С. В. Создание и реорганизация ВЧК // Исторические чтения на Лубянке 1997—2007. — М.: Кучково поле, 2008. С. 22—35.
- Леонов С. В. Дзержинский — Троцкий: кто кого? Борьба за контрразведку // Родина. 2008. № 12. С. 33—38.
- Леонов С. В. Россия в первой и второй мировых войнах: проблема сравнительного анализа // Вторая мировая и Великая Отечественные войны: Исторические уроки и проблемы геополитики. — М.: МПГУ, 2010. С. 339—350.
- Леонов С. В. Российская революция 1905—1907 гг. в сравнительно-историческом контексте // Вестник Православного Свято-Тихоновского гуманитарного университета. Сер. II. История. История РПЦ. 2012. № 1 (44). С. 75—87.
- Леонов С. В. К вопросу о влиянии Византии на русскую историю // Исторический журнал: научные исследования. 2012. № 6 (12). С. 67—76.
- Леонов С. В. О влиянии первой мировой войны на Россию и Германию // Вестник Православного Свято-Тихоновского гуманитарного университета. Сер. II. История. История РПЦ. 2012. № 4 (47). С. 127—140.
- Леонов С. В. Роспуск Петроградского ВРК и создание ВЧК в 1917 г. // Вопросы истории, 2013. № 11. С. 38—52.
- Леонов С. В. Антицерковный террор в период Октябрьской революции сквозь призму историографии // Вестник Православного Свято-Тихоновского гуманитарного университета. Серия II. История. История РПЦ. 2014. № 2 (57). С. 38—55.
- Леонов С. В. Россия и Польша в Средневековье и Раннее Новое время: общие и особенные черты развития // От традиционного общества к гражданскому: особенности национальных транзитов. Матер. Межд. научн. конф. 23-25 апреля 2015 г. — М.: МПГУ, 2015. С. 94—100.
- Леонов С. В. Советская модернизация в исторической ретроспективе // Историческое место советского общества. Матер. Всерос. науч. конф. 6 ноября 2015 г. / Под ред. А. А. Ананченко. Электр. изд. — М.: МПГУ, 2016. С. 75-80.
- Леонов С. В. ВЧК и ВЦИК: к истории взаимоотношений // Исторические чтения на Лубянке. 2014 г. Ч. 1. — М.: 2015. С. 111—124.
- Леонов С. В. ВЧК и красный террор // Исторические чтения на Лубянке. 2015 г. Деятельность отечественных спецслужб в XIX—XXI вв. — М.: Типография ОЭТО Росархива, 2016. С. 37—46.
- Леонов С. В. Начало антицерковного террора в период Октябрьской революции // Вестник Православного Свято-Тихоновского гуманитарного университета. Серия II. История. История РПЦ. 2016. № 6 (73). С. 69—90.
- Леонов С. В. К вопросу о политическом контроле над ВЧК // Исторические чтения на Лубянке. ХХ лет. — М.: 2017. С. 56—63.
- Леонов С. В. Краткая историография ВЧК // ВЧК (1917—1922 гг.): к столетию создания / Сб. статей и документов / Отв. ред. В. С. Христофоров. — М.: ИРИ РАН, 2017. С. 41—70.
- Леонов С. В. Политическая доктрина большевиков // Советское общество: идеи, результаты и оценки: Материалы Всерос. науч.конф. Москва, 7-8 ноября 1916 г. / Под общ. ред. А. Б. Ананченко. Электр. изд. — М.: МПГУ, 2017. С. 78—85.
- Леонов С. В. Продовольственная проблема в России в годы Первой мировой войны // Ключевские чтения 2016. Образ и смысл победы в российской истории: Сборник / Отв. ред. В. Е. Воронин. — М.: Спутник+, 2017. С. 255—266.
- Леонов С. В. Российская революция на весах столетия // Революция и бунт в российской истории. Материалы Всерос. научн. конф. Москва, 20—21 марта 1917 г. — М.: МПГУ, 2017. С. 157—166.
- Леонов С. В. Проблема «объективных и субъективных» предпосылок Великой российской революции: новый взгляд // Великая российская революция, 1917: сто лет изучения: матер. Международ. научн. конф. (Москва, 9—11 октября 2017 г.) / Отв. ред. Ю. А. Петров. — М.: ИРИ РАН, 2017. С. 73—79.
- Леонов С. В. Военно-революционный комитет как предшественник ВЧК // Исторические чтения на Лубянке. 100-летие ВЧК: уроки истории: материалы XXI Всерос. науч. конф (Москва, 7—8 декабря 2017 г.) — М.: Общество изучения истории отеч. спецслужб, 2018. С. 8—20.
- Леонов С. В. Советская (1917—1922) и самодержавная государственность: проблема новизны и преемственности // Гражданская война в российской истории: взгляд через столетие: матер. Всероссийской науч. конф., Москва, МПГУ, 20 апреля 2018 г. / Под общ. ред. Г. В. Талиной. — М.: МПГУ, 2018. С. 39—50.
- Леонов С. В. Фактор победы: советская государственность в Гражданской войне // Россия в годы Гражданской войны, 1917—1922: власть и общество по обе стороны фронта: матер. Междунар. науч. конф. (Москва, 1—3 окт. 1918 г.) / Отв. ред. Ю. А. Петров; — М.: ГЦМСИР, 2018. С. 19—25.
- Леонов С. В. Гражданская война в России: сущность, периодизация, особенности // Российская история. 2019. № 1. С. 24—36.

## Рецензии
- Леонов С. В. Рец. на: Конфессиональная политика Временного правительства России / Сост., автор предисл. и коммент. М. А. Бабкин. — М.: Политическая энциклопедия, 2018. — 558 с. // Российская история. — 2020. — № 3. — С. 185—187. — ISSN 0869-5687. — doi:10.31857/S086956870010154-0.

## Выступления в СМИ
- Революция 1917 г. и Гражданская война в России. Пропаганда в годы Гражданской войны // Радио Свобода, 19.08.1998
- Сталин против Николая II: народ прощает власти все кроме слабости // Комсомольская правда, 16.06.2016
- «Революция была попыткой антизападного пути развития» // ФедералПресс, 3.11.2017
- Цифры против мифов: какой была Россия накануне революции // Газета «Поиск». 2017. № 44—45.
- Брат на брата. Последовавшие за Октябрём события раскололи страну // Газета «Поиск». 2018. № 7, 16.02.2018
- Выступления на радиостанции «Эхо Москвы»
- Цена революции: «Советская государственность в Гражданской войне». Эфир ведёт Михаил Соколов, 7.10.2018